# 眼閃

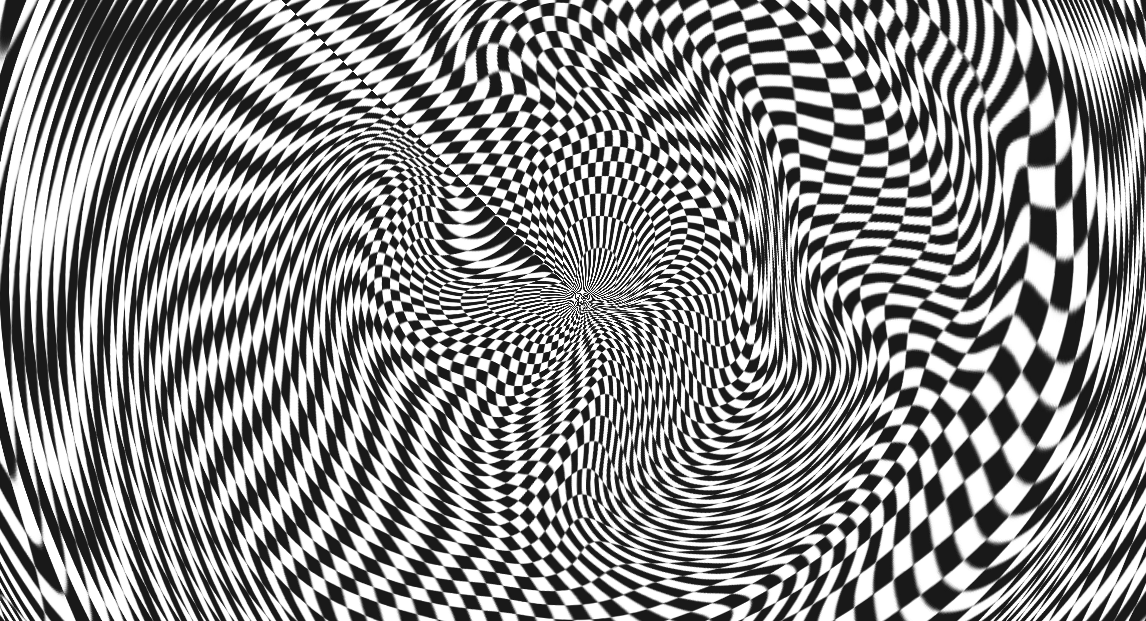
網膜刺激によって見える眼閃をアーティストが表現したもの。

眼閃（がんせん、英語: phosphene）は、眼を閉じて光を遮断した状態で光が見える現象である。
ギリシャ語で「光」を表す「phos」と、見える（show）を表す「phainein」の合成語である。眼閃は、網膜や視覚野に物理的（両眼を軽くこする）、電気的磁気的（光源を短時間見つめる）な刺激を直接与えることで、また、視覚系ニューロンがランダムに発火することによって起こる。また古くから、瞑想や、視覚刺激を長期間遮断した部屋にいた囚人、幻覚剤使用者の間で、眼閃が見えたとの報告がある。
宇宙飛行士が軌道上で放射線のため感じる光もphospheneまたはlight flashと称される。